# Laurie Halse Anderson
Laurie Halse Anderson (født 23. oktober 1961 i Potsdam, New York, USA) er en amerikansk forfatter som er kendt for sine børne- og ungdomsbøger.
Hun fik litteraturprisen Astrid Lindgren Memorial Award i 2023. I 2009 fik hun Margaret A. Edwards Award fra American Library Association for sine ungdomsromaner Catalyst (2002), Fever 1793 (2003) og Speak (1999, dansk titel: Tavs tale)
Flere af Andersons bøger behandler seksuelle overgreb og er blevet forbudt i flere amerikanske delstater. Hendes gennembrud som forfatter var Tavs tale fra 1999 som handler om Melinda på 13 år der bliver voldtaget og bagefter har svært ved at tale om det. Bogen er filmatiseret i filmen Speak.

## Eksterne referencer
- Laurie Halse Anderson på  Forfatterweb.dk